# Thalassodes furvifimbria
Thalassodes furvifimbria là một loài bướm đêm trong họ Geometridae.